# Nyakaya Fluctus
Il Nyakaya Fluctus è una struttura geologica della superficie di Venere.